# 四美 (新加坡)
四美（英語：Simei；白話字：Sù-bí）是淡滨尼新镇的一个分区，位置在淡滨尼新镇的南部。四美原本命名为淡滨尼南，在1985年正式被改名。区内的主要设施包括住宅，商场，学府，以及醫院等。

## 名字由来
四美的原名是淡滨尼南，于1985年改名为四美。这是为了配合新加坡政府的讲华语运动。新名称来自一条坐落于四美区境内“Soo Bee”街的汉语拼音写法(“Soo” 被写为四，而“Bee”被写为美）。有一段时间许多人认为四美是以中国古代四大美人（西施, 貂蟬, 王昭君, 杨贵妃）而命名，使得议论纷纷。

## 市镇介绍
主要设施包括：
- 樟宜综合医院
- 四美地铁站
- 新加坡科技設計大學
- 东福坊（英语：Eastpoint Mall, Singapore）

## 图片集

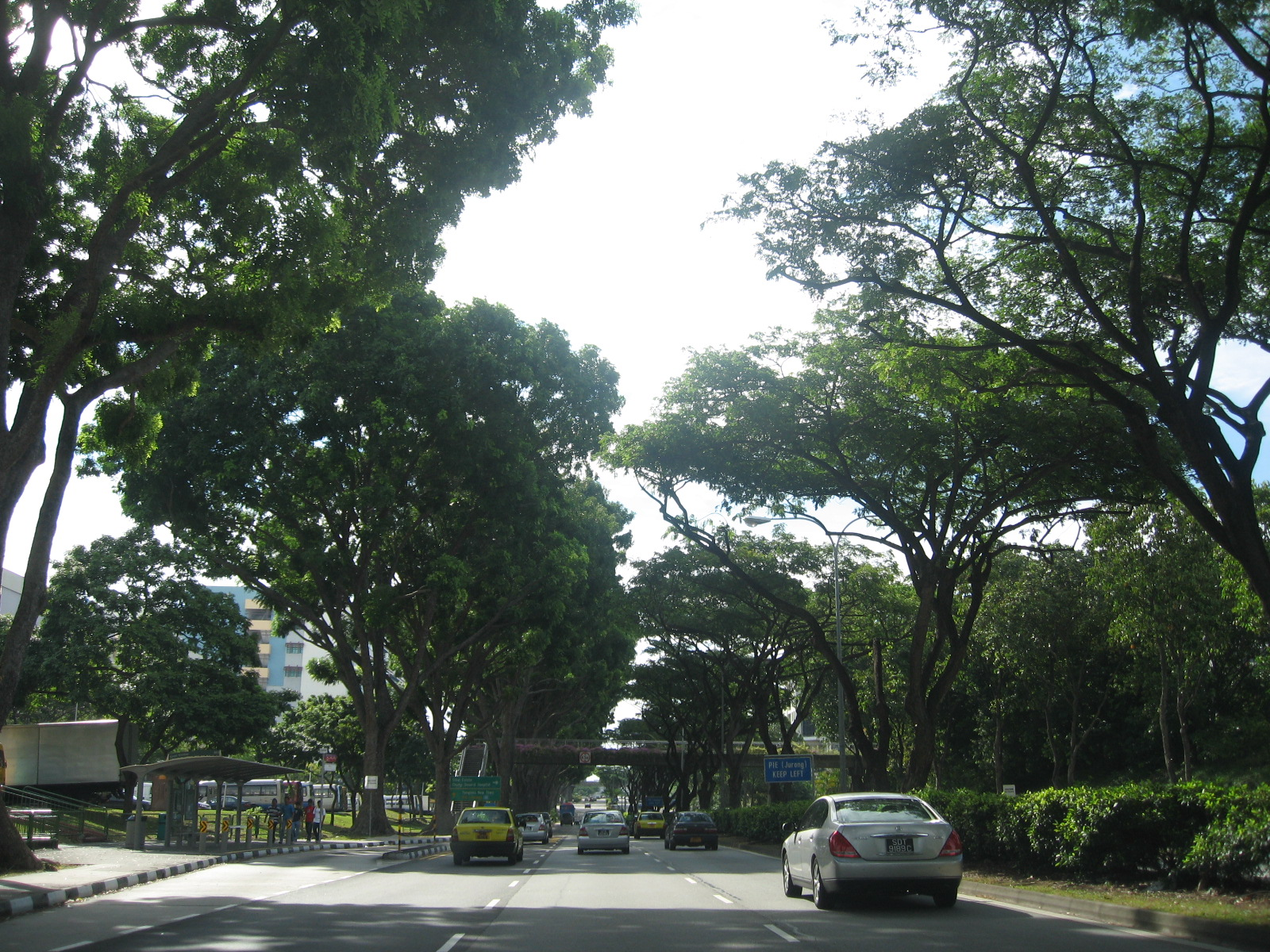
四美道街景
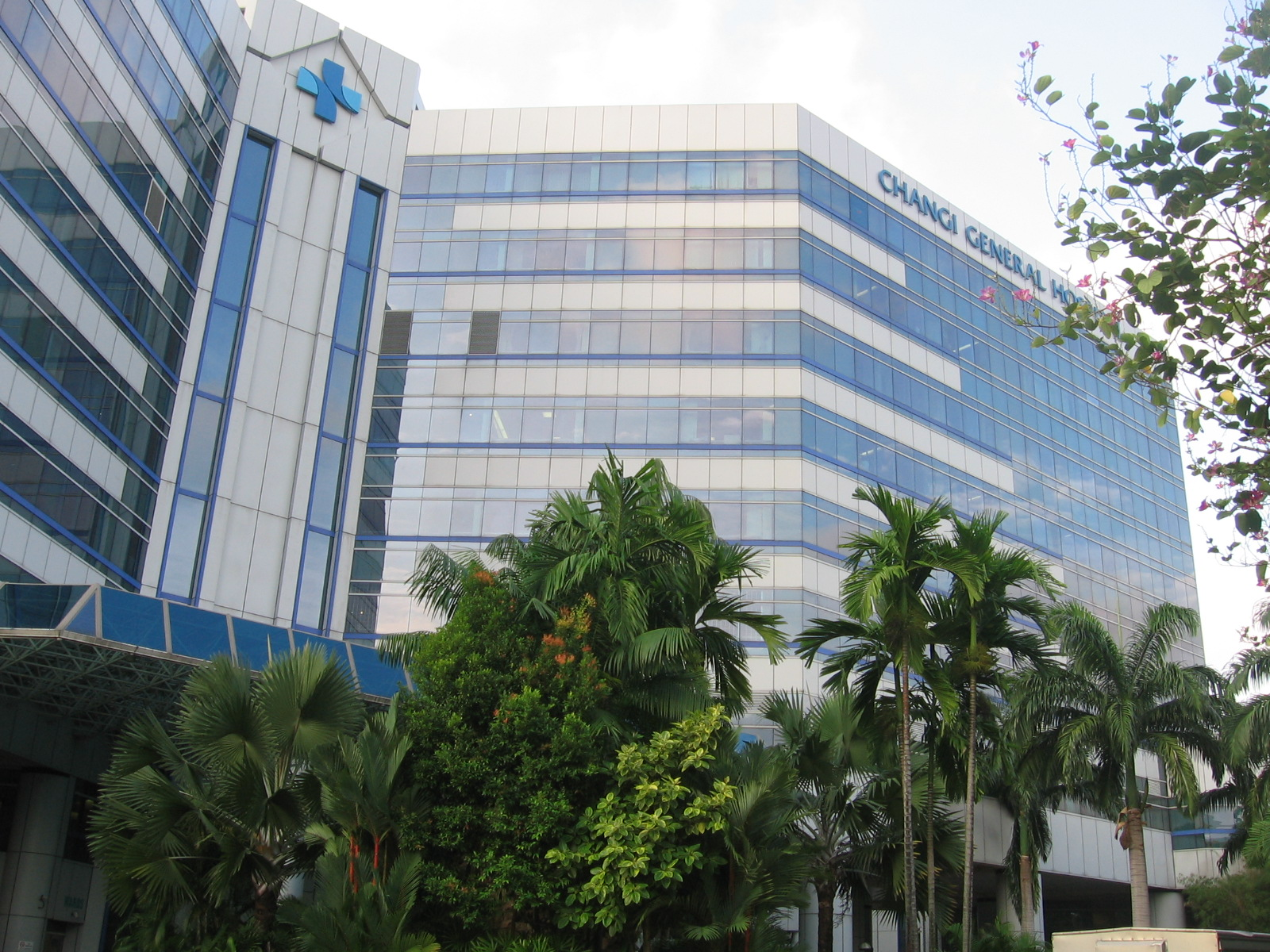
樟宜综合医院外观
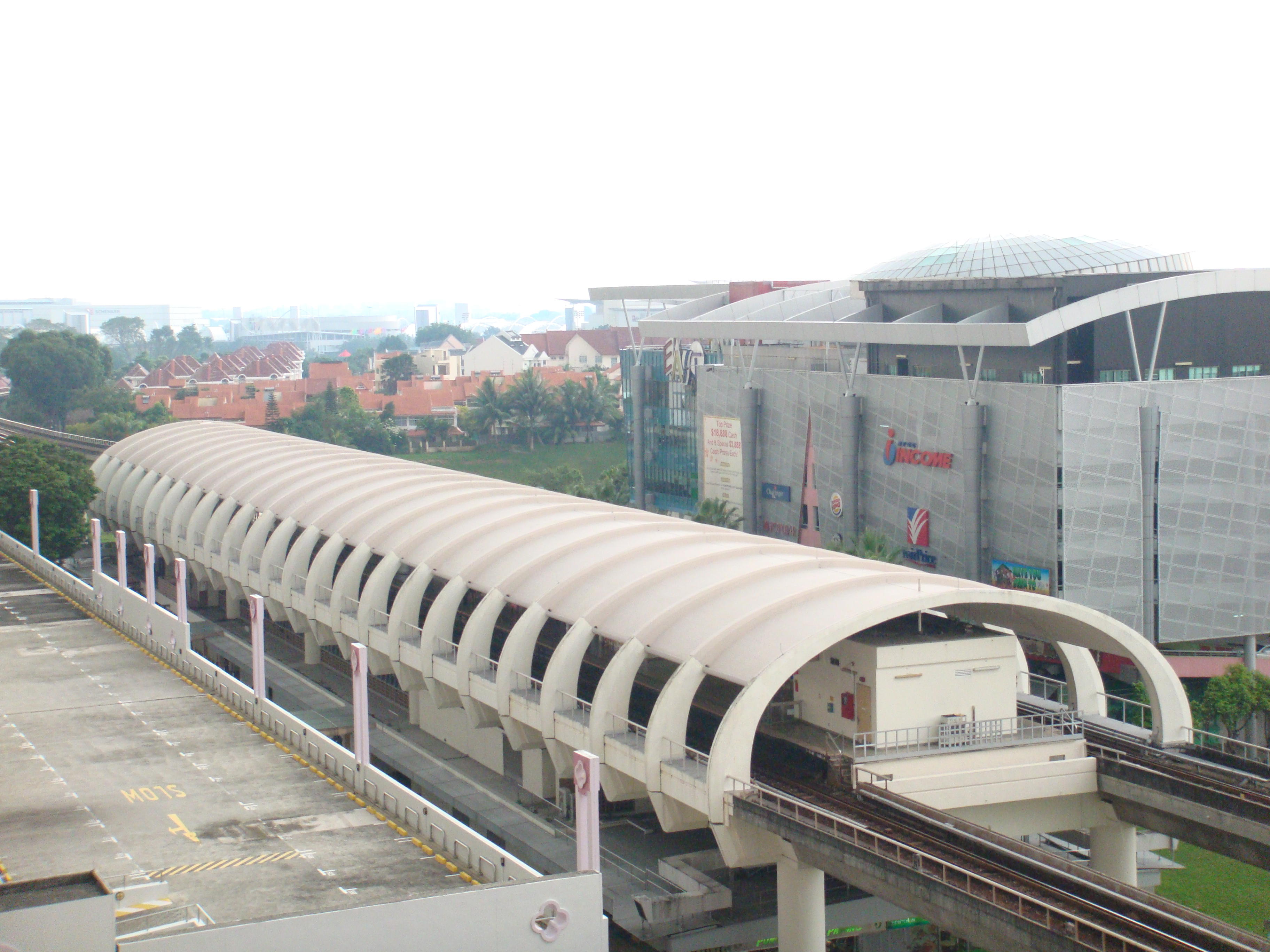
四美地铁站